# Partidos políticos de Israel
Los partidos políticos en Israel están sujetos al sistema político del país, (parlamentarismo) que establece un sistema electoral proporcional con una cláusula de barrera del 3.25% para tener representación en la Knéset. Normalmente ningún partido consigue una mayoría absoluta por lo que se ven obligados a formar gobiernos de coalición. La Knéset, es el parlamento israelí, el parlamento es elegido directamente por los votantes, no a través de un conjunto de electores. Las elecciones a la Knéset se basan en el voto por un partido y no por un individuo, y todo el país constituye una circunscripción electoral única. Actualmente los partidos con representación parlamentaria son los siguientes.

## Algunos partidos

### Likud
El Likud es una formación política israelí, en anteriores elecciones: el Likud y el partido Israel Beiteinu se habían presentado juntos en coalición electoral. El Likud, se formó oficialmente en 1973, llegó al poder bajo el liderazgo de Menachem Begin en 1977 y ha estado en el gobierno durante 26 años durante los últimos 35 años. El Likud es actualmente el mayor partido en la Knéset y se considera que es un partido de centro-derecha en lo que respecta a la seguridad nacional  y el conflicto israelí-palestino.

### Israel Beitenu
Israel Beitenu es un partido de derecha política fundado y liderado por Avigdor Lieberman, hasta hace poco el ministro de Asuntos Exteriores de Israel. El partido hace hincapié en las cuestiones nacionales como en exigir un compromiso de lealtad de los ciudadanos árabes israelíes. El partido tiene sus votantes principalmente entre los israelíes que emigraron procedentes de la antigua Unión Soviética.

### Partido Laborista
Durante casi 50 años, el Avoda Ivrit ha sido el partido del gobierno, o el principal partido de la oposición. En la última década, el partido se ha debilitado, bajo la dirección de la experiodista Shelly Yachimovich, el partido trató de recuperar su antiguo estatus como una importante fuerza política presente en el parlamento israelí. El ciclo electoral del partido laborista se centra principalmente en las cuestiones económicas y sociales, al tratar de atraer a un gran número de votantes de todas las partes del electorado político. El partido ha restado importancia a su posición tradicionalmente izquierdista sobre el conflicto israelí-palestino y sobre el proceso de paz.

### La Casa Judía
HaBayit HaYehudi es una nueva versión del Partido Nacional Religioso-Mafdal, HaBayit HaYehudi (El Hogar Judío) es un partido de derecha política centrado en el conflicto israelí-palestino. El partido acepta una solución basada en la creación de dos estados, y es partidario de mantener una postura firme frente a la Autoridad Nacional Palestina, y está en contra de las organizaciones Hamás y Yihad Islámica. El partido fue dirigido por Naftali Bennett, un exoficial de las Fuerzas especiales y un antiguo jefe de personal del primer ministro Benjamín Netanyahu. El actual líder del partido es Rafi Peretz.

### Hatnuah
Hatnuah fue fundada por la judía Tzipi Livni (ex-Likud, ex-Kadima), quien se desempeñó en varios cargos ministeriales como Ministra de Relaciones Exteriores, y Ministra de Justicia. HaTnuah se centra en el conflicto palestino-israelí, y se presenta como una alternativa real a las políticas de Benjamín Netanyahu y el Likud. HaTnuah apoya el retorno al proceso de paz con los palestinos y una solución basada en dos estados.

### Yesh Atid
Yesh Atid fue fundado recientemente por el popular periodista Yair Lapid y se define a sí mismo como un partido de clase media de centro político, tratando de atraer a una gran parte de los votantes israelíes que están decepcionados con la actual coalición de gobierno. Sus principales objetivos políticos son la solución de dos estados en el conflicto palestino-israelí, en una reforma del sistema electoral, en la realización del servicio militar, o en su defecto el servicio civil, por parte de todos los ciudadanos israelíes.

### Shas
Shas es un partido religioso que representa a la comunidad de judíos ultraortodoxos de origen sefardí. Si bien se considera oficialmente un partido de derecha, en las cuestiones relativas a la seguridad nacional es un partido de centroderecha política. Los objetivos del partido son obtener financiación para mantener y expandir sus instituciones religiosas, y conseguir ayuda económica para sus miembros, votantes y simpatizantes. El partido trata de fomentar la práctica del judaísmo rabínico y talmúdico. El partido ha aceptado la existencia del Estado de Israel.

### Yahadut Hatorah
El partido político Yahadut Hatorá (en español: "Judaísmo Unido de la Torá") representa a las diversas facciones de los judíos ultraortodoxos asquenazíes representados en el parlamento israelí, la Knéset. El partido no tiene una posición oficial sobre las cuestiones relativas a la seguridad nacional y se centra principalmente en la obtención de fondos para las instituciones educativas de los judíos haredim. El partido se opone a cualquier cambio en las relaciones entre el sionismo y la religión judía. El partido rechaza cualquier amenaza hacia la autonomía política de los judíos haredim en todo lo referente a las instituciones educativas judías y a la religión. El partido es en realidad una coalición electoral formada a su vez por dos partidos menores; uno de ellos se llama Déguel HaTorá, (en español: "Bandera de la Torá"), el otro se llama Agudat Israel, y forma parte a su vez de la organización internacional World Agudath Israel.

### Meretz
Meretz es un partido laico y liberal de la izquierda política. El partido promueve una solución al conflicto israelí-palestino basada en la creación de dos estados. Actualmente es un gran defensor de las leyes medio ambientales, de una política económica y social, y de alcanzar un acuerdo de paz con los palestinos.

### Ra'am y Ta'al
Raam y Taal son dos partidos que atraen principalmente a los ciudadanos árabes de Israel. La coalición se compone de dos movimientos: Raam (Lista Árabe Unida), Raam es un partido religioso que representa al movimiento islámico en Israel. Taal (Movimiento Árabe por la Renovación), es un partido que se centra en el proceso de paz palestino-israelí y en la promoción de los derechos de los árabes israelíes en el seno de la sociedad israelí.

### Hadash
El partido Jadash (Frente Democrático por la Paz y la Igualdad) es un partido comunista y leninista que promueve las políticas económicas, sociales, y la formación de un estado palestino en el territorio que Israel capturó en 1967. El partido atrae principalmente a los votantes árabes israelíes.

### Balad
Balad (en hebreo: בל"ד) es un acrónimo de Brit Leumit Demokratit (en hebreo: ברית לאומית דמוקרטית, lit. Elección Nacional Democrática); (en árabe: التجمع الوطني الديمقراطي) (transliterado: Al-Tajamu Al-Watani Al-Dīmūqrati o بلد, lit. El pueblo) es un partido político árabe-israelí con representación en el parlamento israelí (Knéset). La agrupación fue creada en 1996 por el diputado árabe cristiano Azmi Bichara (actualmente exiliado político); el primer árabe-israelí candidato al puesto de primer ministro en 1999. Las propuestas del partido son: transformar a Israel en un país con igualdad de oportunidades para todos sus ciudadanos. Promover la convivencia entre judíos y árabes. Retirar a Israel de todos los territorios ocupados en disputa y crear un Estado palestino.

### Kadima
El partido Kadima (en español: "Adelante") fue fundado por el ex-primer ministro de Israel Ariel Sharón en 2005 como un partido popular de centro político. Kadima fue el partido en el gobierno del ex-primer ministro Ehud Ólmert entre los años 2006 y 2009. Fue el principal partido de la oposición con Tzipi Livni entre los años 2009 y 2012. El actual líder del partido, el ex-Ministro de Defensa Shaul Mofaz se ofreció como una alternativa de gobierno al primer ministro Benjamín Netanyahu. Mofaz apoya una solución basada en dos estados y en la paz con los palestinos, y se mostró partidario de reclutar a los judíos ultraortodoxos para servir en el Ejército israelí.
- Datos: Q132190553
- Multimedia: Political parties in Israel / Q132190553